# Gynostemma pentagynum
Gynostemma pentagynum är en gurkväxtart som beskrevs av Zheng Ping Wang. Gynostemma pentagynum ingår i släktet Gynostemma och familjen gurkväxter. Inga underarter finns listade i Catalogue of Life.